# Слободская улица (Санкт-Петербург)
Слободска́я улица — улица в Невском районе Санкт-Петербурга. Проходит от проспекта Обуховской Обороны до Хрустальной улицы.

## История
Название присвоено 5 марта 1871 года в форме Слободской переулок, связано с тем, что здесь находилась слобода Императорского стекольного завода. С 16 апреля 1887 года — в современной форме написания Слободская улица.

## Достопримечательности
- Сад имени 30-летия Октября